# لایزا لاپیرا
لایزا لاپیرا (انگلیسی: Liza Lapira؛ زادهٔ ۳ دسامبر ۱۹۸۱) یک هنرپیشه اهل ایالات متحده آمریکا است. وی از سال ۱۹۹۹ میلادی تاکنون مشغول فعالیت بوده‌است.

## گزیدهٔ آثار

### سینما
- تمام آرزوهای من (۲۰۱۷)
- مارمادوک (۲۰۱۰)
- سریع و خشمگین ۴ (۲۰۰۹)
- ۲۱ (۲۰۰۸)
- کلاورفیلد (۲۰۰۸)
- دومینو (۲۰۰۵)
- پاییز در نیویورک (۲۰۰۰)

### تلویزیون
- بتل کریک (۲۰۱۵)
- قدرت (۲۰۱۴)
- به ج... آپارتمان ۲۳ اعتماد نکنید (۲۰۱۳–۲۰۱۲)
- دکستر (۲۰۰۸)
- بخش فوریت‌های پزشکی
- مانک (۲۰۰۷)
- آناتومی گری (۲۰۰۶)
- ان‌سی‌آی‌اس (۲۰۰۸–۲۰۰۶)
- سوپرانوز (۲۰۰۴)
- سکس و شهر (۲۰۰۳)
- قانون و نظم (۲۰۰۱)
- نانسی درو (مجموعه تلویزیونی ۲۰۱۹)
- قانون و نظم: واحد قربانیان ویژه (۱۹۹۹ و ۲۰۰۱ و ۲۰۰۷)